# Liebigs Annalen
Liebigs Annalen è stata una rivista accademica che si occupava di chimica.

## Cronologia dei titoli
- 1832-1839: Liebigs Annalen
- 1840-1872: Annalen der Chemie und Pharmacie
- 1873-1874: Justus Liebigs Annalen der Chemie und Pharmacie
- 1875-1978: Justus Liebigs Annalen der Chemie
- 1979-1994: Liebigs Annalen der Chemie
- 1995-1996: Liebigs Annalen
- 1997: Liebigs Annalen/Recueil

Nel 1997 si fonde con altre riviste europee per dare vita allo European Journal of Organic Chemistry.